# Kálmán Sóvári
Kálmán Sóvári (ur. 21 grudnia 1940 w Budapeszcie, zm. 16 grudnia 2020) – węgierski piłkarz grający na pozycji obrońcy. W swojej karierze rozegrał 17 meczów w reprezentacji Węgier. Był synem Kálmána Sóváriego, ciężarowca, uczestnika igrzysk olimpijskich 1936 i igrzysk olimpijskich 1948.

## Kariera klubowa
Karierę piłkarską Sóvári rozpoczynał w klubie Sashalom. Następnie trafił do Újpesti Dózsa. W sezonie 1958/1959 zadebiutował w nim w pierwszej lidze węgierskiej. W sezonie 1959/1960 wywalczył z Újpestem swój jedyny w karierze tytuł mistrza Węgier. Wraz z Újpestem był też wicemistrzem kraju w latach 1961, 1962, 1967 i 1968. W 1969 roku odszedł z Újpestu do VM Egyetértés i grał w nim do końca swojej kariery, czyli do 1973 roku.

## Kariera reprezentacyjna
W reprezentacji Węgier Sóvári zadebiutował 13 listopada 1960 roku w wygranym 4:1 towarzyskim spotkaniu z Polską. W 1962 roku był w kadrze Węgier na mistrzostwa świata w Chile, jednak na tym turnieju nie wystąpił ani razu. W 1966 roku został powołany do kadry na mistrzostwa świata w Anglii. Tam rozegrał jeden mecz, z Portugalią (1:3). Od 1960 do 1966 roku rozegrał w kadrze narodowej 17 meczów.
| Mecze i gole w reprezentacji | Mecze i gole w reprezentacji | Mecze i gole w reprezentacji | Mecze i gole w reprezentacji | Mecze i gole w reprezentacji | Mecze i gole w reprezentacji | Mecze i gole w reprezentacji |
| #                            | Data                         | Stadion                      | Rywal                        | Wynik                        | Gol                          | Rozgrywki                    |
| 1960                         | 1960                         | 1960                         | 1960                         | 1960                         | 1960                         | 1960                         |
| ---------------------------- | ---------------------------- | ---------------------------- | ---------------------------- | ---------------------------- | ---------------------------- | ---------------------------- |
| 1.                           | 13.11.1960                   | Budapeszt, Węgry             | Polska                       | 4:1                          | 0                            | towarzyski                   |
| 2.                           | 20.11.1960                   | Budapeszt, Węgry             | Austria                      | 2:0                          | 0                            | towarzyski                   |
| 1961                         |                              |                              |                              |                              |                              |                              |
| 3.                           | 10.09.1961                   | Berlin, Niemcy Wschodnie     | Niemcy Wschodnie             | 3:2                          | 0                            | el. MŚ 1962                  |
| 4.                           | 08.10.1961                   | Wiedeń, Austria              | Austria                      | 1:2                          | 0                            | towarzyski                   |
| 5.                           | 22.10.1961                   | Budapeszt, Węgry             | Holandia                     | 3:3                          | 0                            | el. MŚ 1962                  |
| 6.                           | 09.12.1961                   | Santiago, Chile              | Chile                        | 1:5                          | 0                            | towarzyski                   |
| 7.                           | 13.12.1961                   | Santiago, Chile              | Chile                        | 0:0                          | 0                            | towarzyski                   |
| 1962                         |                              |                              |                              |                              |                              |                              |
| 8.                           | 14.10.1962                   | Budapeszt, Węgry             | Jugosławia                   | 0:1                          | 0                            | towarzyski                   |
| 9.                           | 28.10.1962                   | Budapeszt, Węgry             | Austria                      | 2:0                          | 0                            | towarzyski                   |
| 10.                          | 07.11.1962                   | Budapeszt, Węgry             | Walia                        | 3:1                          | 0                            | el. ME 1964                  |
| 11.                          | 11.11.1962                   | Paryż, Francja               | Francja                      | 3:2                          | 0                            | towarzyski                   |
| 1963                         |                              |                              |                              |                              |                              |                              |
| 12.                          | 06.10.1963                   | Belgrad, Jugosławia          | Jugosławia                   | 2:0                          | 0                            | towarzyski                   |
| 1965                         |                              |                              |                              |                              |                              |                              |
| 13.                          | 27.06.1965                   | Budapeszt, Węgry             | Włochy                       | 2:1                          | 0                            | towarzyski                   |
| 1966                         |                              |                              |                              |                              |                              |                              |
| 14.                          | 03.05.1966                   | Chorzów, Polska              | Polska                       | 1:1                          | 0                            | towarzyski                   |
| 15.                          | 08.05.1966                   | Zagrzeb, Jugosławia          | Jugosławia                   | 0:2                          | 0                            | towarzyski                   |
| 16.                          | 05.06.1966                   | Budapeszt, Węgry             | Szwajcaria                   | 3:1                          | 0                            | towarzyski                   |
| 17.                          | 13.07.1966                   | Manchester, Anglia           | Portugalia                   | 1:3                          | 0                            | MŚ 1966                      |